# アメリカ本土空襲

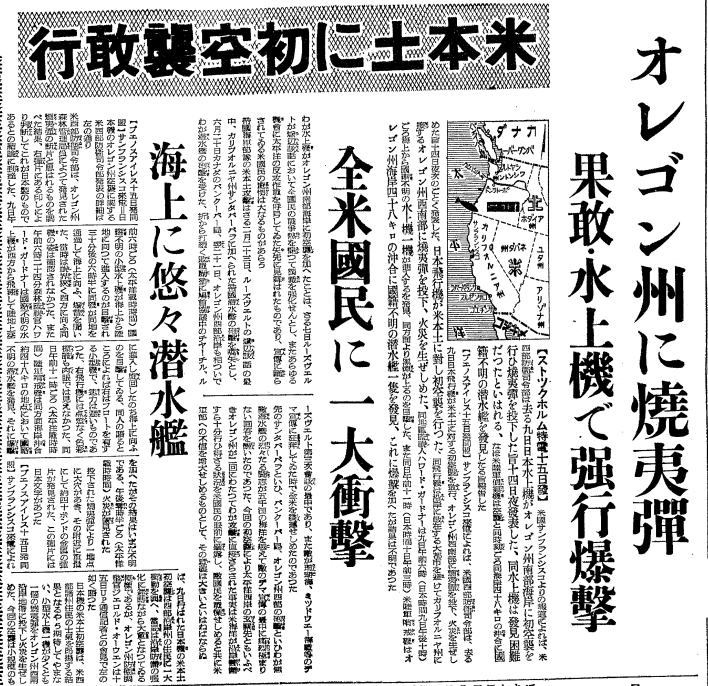
日本軍機によるアメリカのオレゴン州空襲を伝える朝日新聞の記事（1942年9月17日付）

アメリカ本土空襲（アメリカほんどくうしゅう）は、第二次世界大戦（太平洋戦争、大東亜戦争）中に行われた、大日本帝国海軍の艦載機および大日本帝国陸軍の風船爆弾（気球爆弾）によるアメリカ合衆国本土を目標とした一連の空襲のことである。これらの日本軍による一連の空襲作戦はアメリカ合衆国史上初、そして2024年現在、最後のアメリカ本土に対する空襲である。

## 経緯

### 相次ぐアメリカ本土攻撃
1941年12月7日に行われたマレー作戦と、それに続く真珠湾攻撃以降、日本軍は太平洋戦線において、連合国軍に対して連戦連勝を続けていた。

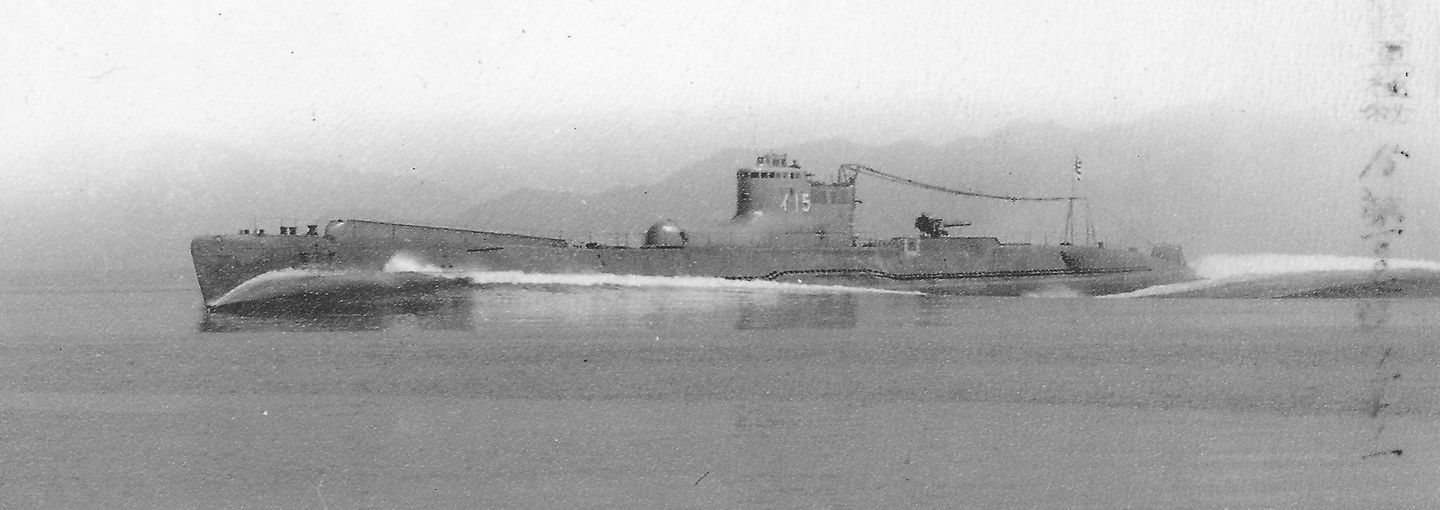
巡潜乙型潜水艦

このような状況下で、日本海軍は開戦直後の12月末に10隻程度の潜水艦をアメリカ西海岸沿岸に展開し、サンディエゴやモントレー、ユーレカやアストリアなど複数の都市を砲撃するという作戦計画があった。しかし、「クリスマス前後に砲撃を行い民間人に死者を出した場合、アメリカ国民を過度に刺激するので止めるように」との指令が出たため中止になった。なお、この中止指令に至る理由は諸説ある。
その後1942年に入ってからも、これらの日本海軍の潜水艦はそのまま通商破壊戦を実施し、アメリカ西海岸沿岸を航行中のアメリカのタンカーや貨物船を10隻以上撃沈し、中には西海岸の住宅街沖わずか数kmにおいて、日中多くの市民が見ている目前で貨物船を撃沈する他、浮上して砲撃を行い撃沈するなど、活発な攻撃が行われていた。
さらに1942年2月24日に「伊号第一七潜水艦」（以下「伊17」とする）によりカリフォルニア州サンタバーバラのエルウッド石油製油所への砲撃作戦を行い、何の反撃も受けないままに同製油所の設備に被害を出すことに成功し、アメリカ本土への日本軍上陸を警戒していたアメリカ政府に大きな動揺を与えた。
これらの日本海軍による本土沿岸における攻撃に対して、アメリカ軍やカナダ軍、メキシコ軍は有効な対策を打てなかった。

### ロサンゼルスの戦い

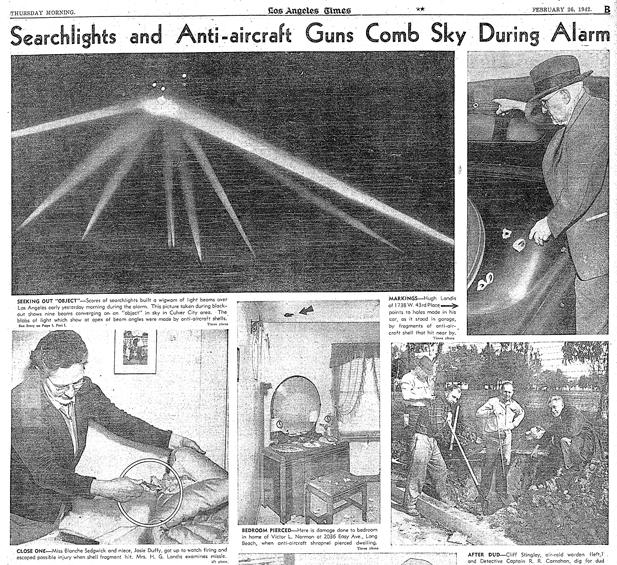
「ロサンゼルスの戦い」を報じるロサンゼルスタイムズ紙

エルウッド石油製油所への砲撃翌日には、同じ南カリフォルニアのロサンゼルス近郊において、アメリカ陸軍が日本軍の航空機の襲来があったと誤認し、多数の対空砲火を行った「ロサンゼルスの戦い」が発生した。この際に対空砲火の落下弾により3人が死亡、日本軍上陸の報に驚いた市民が心臓麻痺で3人死亡、ほかにも多数の家屋や自動車などが損壊するなどの大きな被害を出した。
その後アメリカ海軍は「日本軍の航空機が進入した事実は無かった」と発表したが、対空砲火を行ったアメリカ陸軍は「確かに航空機の侵入を確認した」と、この発表に反発するなどの軍内部における混乱が起きた。さらに一般市民は、「日本軍の真珠湾攻撃は気をぬいたアメリカ海軍の失態」であるとし、今回の過剰なほどの陸軍による対応を支持するほどであり、世論の沸騰を受けて西海岸におけるアメリカ陸海軍による防海空体制は強化されることとなった。

### 日本軍上陸への恐怖

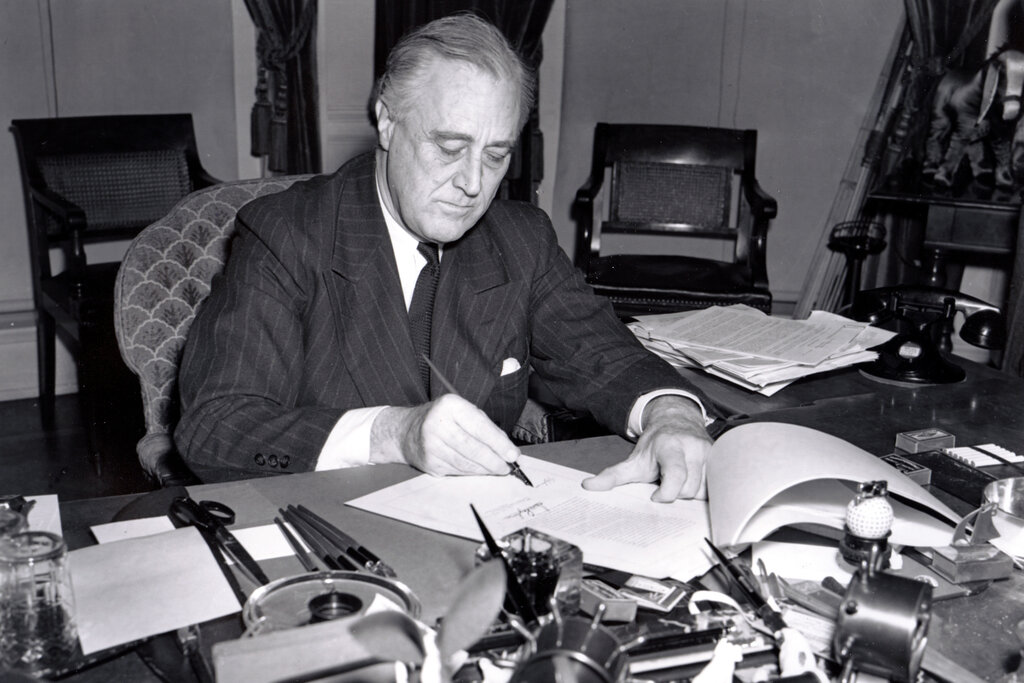
フランクリン・ルーズベルト大統領

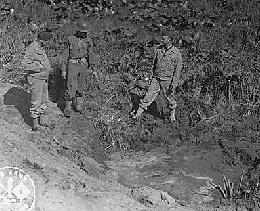
フォート・スティーブンスの被害を調べるアメリカ兵

なお、連合軍の度重なる敗退と、日本海軍による度重なるアメリカ本土への攻撃を受けて、当時のアメリカ政府上層部においては、日本海軍の空母を含む連合艦隊によるアメリカ本土空襲と、それに続くアメリカ本土への上陸計画が開戦直後から1942年の初頭にかけて行われる可能性が非常に高いと分析されていた。
実際に開戦直後にフランクリン・ルーズベルト大統領は、日本陸軍部隊によるアメリカ本土への上陸を危惧し、陸軍上層部に上陸時での阻止を打診したものの、それに対して陸軍上層部は「大規模な日本軍の上陸は避けられない」として、日本軍を上陸後ロッキー山脈で、もしそれに失敗した場合は中西部のシカゴで阻止することを検討していた（なお、実際に開戦後数週間の間、アメリカ西海岸では日本軍の上陸や空襲を伝える誤報が陸軍当局に度々報告されていた）。
さらに、日本軍上陸への恐怖と黄色人種への差別感情を元に、ルーズベルト大統領はアメリカ西海岸一帯に居住する日本人のみならず、アメリカ国民である日系アメリカ人の強制収容所への収容を指示するなど、アメリカ政府と軍、国民による日本軍上陸に対する恐怖はヒステリーとなるほど高まった。
また、サンフランシスコやロングビーチ、サンディエゴ等の西海岸の主要な港湾においては、日本海軍機動部隊の襲来や陸軍部隊の上陸作戦の実行を恐れて、陸海軍の主導で潜水艦の侵入を阻止するネットや機雷の敷設を行った。

### 空襲対策
その他の都市でも爆撃を恐れ、特に西海岸では防空壕を作り、灯火管制を行い映画館やナイトクラブの夜間の営業停止、防毒マスクの市民への配布などを行っていた。さらには空襲を恐れて学童疎開も検討された。
さらに、日本軍による空襲による猛獣の脱走の危険が問題となり、戦時猛獣処分が検討された。例えばフィラデルフィア動物園では、空襲を受けて檻の破損など動物の脱走の危険が生じた場合、警備員が殺処分すべき危険動物30頭を決定していた。アメリカバイソンやライオン、アフリカゾウ、ヤマネコ、クマなどは脱走しそうになったらその場で射殺する予定で、猿類も脱走した場合には射殺するものとされた。他方、タテガミオオカミとハイエナは殺さずに再捕獲する計画だった。

### 陸軍基地への攻撃
エルウッド石油製油所砲撃以降、日本海軍の潜水艦は主に通商破壊戦に従事し本土の生産施設への大規模な砲撃作戦を行うことはなかったが、同年の6月20日には「伊26」が、カナダ、バンクーバー島太平洋岸にあるカナダ軍の無線羅針局を14センチ砲で砲撃した。この攻撃は無人の森林に数発の砲弾が着弾したのみで大きな被害を与えることはなかった。
翌21日にオレゴン州アストリア市のフォート・スティーブンス陸軍基地へ伊25潜水艦が行った砲撃でも被害は微小なものだったが、この攻撃は、米英戦争以来のアメリカ本土に所在するアメリカ軍基地への攻撃であり、この攻撃に際して負傷したアメリカ兵は、第二次世界大戦中のアメリカ本土における初のアメリカ軍兵士の負傷となった。

## アメリカ本土初空襲

### 空襲計画
太平洋戦線において各地で敗北を続けるだけでなく、本土に対する数度にわたる攻撃を受けたことによるアメリカ国民の士気の低下を危惧したアメリカ海軍は、1942年4月に、アメリカ陸軍航空隊のノースアメリカン B-25爆撃機を航空母艦に搭載し、史上初の日本本土空襲（ドーリットル空襲）を行い、日本軍の上陸の恐怖に慄くアメリカ国民の士気を鼓舞すると同時に、各地で勝利を続ける日本に対して一矢報いることに成功した。
突然の本土空襲を許し、面目を潰された大日本帝国海軍軍令部は、これに対抗して急遽巡潜乙型潜水艦「伊号第二五潜水艦」（以下伊25とする）に搭載されている零式小型水上偵察機によるアメリカ本土への空襲を計画した。
なお日本海軍軍令部は、日本陸軍部隊の上陸に対する防空警戒態勢を整えつつある軍施設や、民間人に直接的な被害を及ぼす恐れのある都市部を避けつつ、最大の効果を出すために、焼夷弾を森林部に投下することで山火事を発生させ、延焼効果により近隣のインフラや生産施設に被害を与えることを目的としていた。このため、零式小型水上偵察機は通常装備は機銃だけで爆弾等を搭載できないが、この計画に合わせて急遽焼夷弾2発を搭載するように改造された。

### 空襲実施

#### 1回目の空襲
アストリア市の海軍基地への攻撃を成功させ、7月11日に母港である横須賀港へと戻った「伊25」は、1ヶ月あまりの休暇を経て、8月15日に再び出港。太平洋を北上し、アリューシャン列島をかすめて9月7日にオレゴン州沖に到着した。
天候の回復を待ち2日待機した後、9月9日の深夜に空襲を決意し、田上艦長ら搭乗員が見守る中、藤田信雄飛曹長と奥田兵曹が操縦する零式小型水上偵察機は76キロ焼夷弾2個を積んで「伊25」を飛び立った。

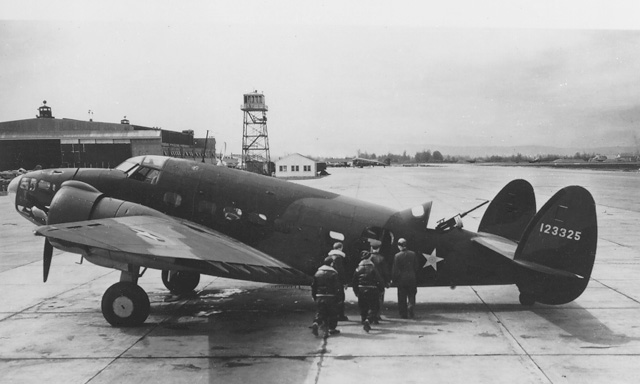
アメリカ陸軍航空隊のA-29

目標地点である太平洋沿岸のブランコ岬に到達してから内陸に進み、計画通りにカリフォルニア州との州境近くのブルッキングス近郊の森林部に2個の焼夷弾を投下し、森林部を延焼させた。藤田機は、アメリカ陸軍による地上からの砲撃も、戦闘機の迎撃もなく無事任務を遂行し、沖合いで待つ「伊25」に帰還した。
実は、藤田機は空襲を終えて「伊25」に帰還すべく飛行中に、オレゴン州森林警備隊の隊員であるハワード・ガードナーによって発見されアメリカ陸軍に通報されている。そのためアメリカ陸軍航空隊のロッキード P-38戦闘機が迎撃に向かったものの、防空体制の不備により発見されることはなかった。また、突然の空襲を受けて、陸軍や地元警察が沿岸地域を徹底的に捜索した。
なお、藤田機の帰還後、「伊25」は沿岸警備行動中の陸軍航空隊のロッキード A-29ハドソン哨戒爆撃機に発見されて攻撃を受けたが、既に機体を収容した後で損害は受けなかった。

#### 2回目の空襲

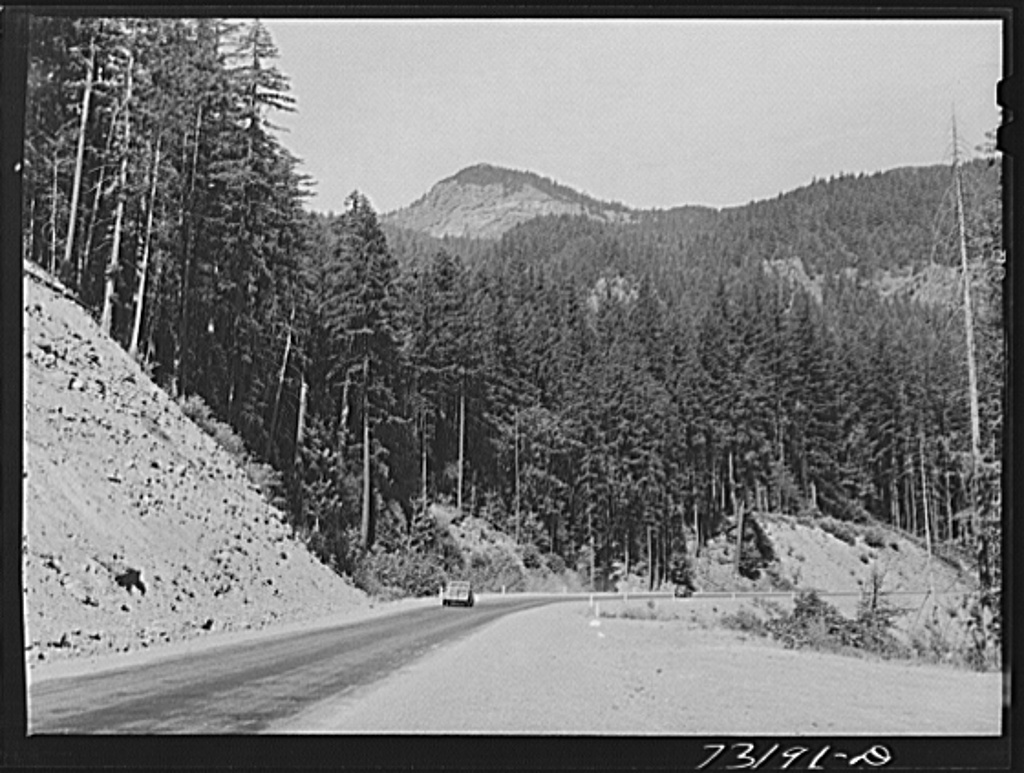
オレゴン州の森林部

その後のアメリカ陸軍の太平洋沿岸部の警戒強化を受けて、すぐに2回目の空襲は行われず、2回目の空襲は20日後の9月29日の真夜中に行われた。藤田機は同じく計画通りに76キロ爆弾2個を再びオレゴン州オーフォード近郊の森林部に投下、森林部を延焼させ、この時も特に迎撃を受けることなく「伊25」へ戻った。
「伊25」には予備の爆弾がまだ残っていたものの、前回の空襲の結果、太平洋沿岸部の警戒が厳しくなっていたことから、2回目を最後に空襲を取りやめ帰還することとなった。2回とも直接の対人攻撃を目的とはしておらず、山火事以外に人的被害はなかった。

#### 通商破壊戦と潜水艦撃沈

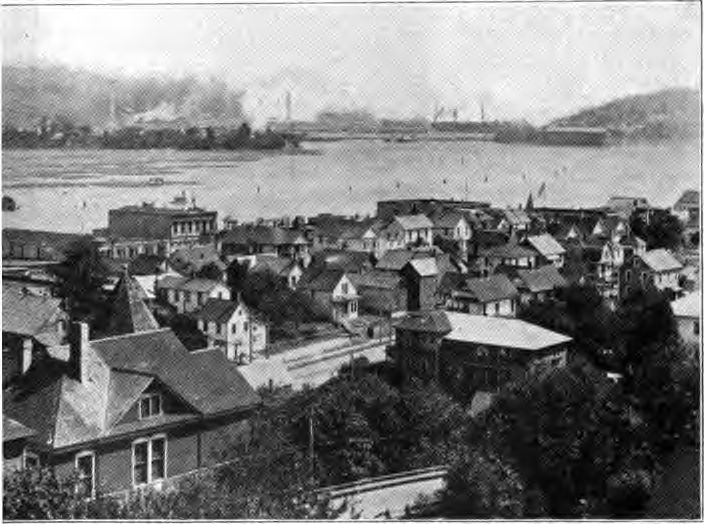
クーズベイ（1920年代）

「伊25」はその後10月4日早朝に、北緯43度43分 西経124度54分 / 北緯43.717度 西経124.900度のクーズベイ近海で浮上充電中、漂流中のタンカーを発見。このタンカーはシェル・オイルのタンカー「キャムデン（Camden、6,653トン）」だった。伊25は潜航して魚雷2本を発射し、うち1本が右舷船首に命中。積荷に引火したキャムデンは放棄され、船首から沈没した。
さらに6日の午後10時に、北緯42度20分 西経125度02分 / 北緯42.333度 西経125.033度のセバスティアン岬近海で潜航中、リッチフィールド・オイルのタンカー「ラリー・ドヘニー（Larry Doheny、7,038トン）」が現れたため、魚雷1本を発射。18秒後魚雷は左舷に命中し直径4mの穴を開けた。爆発により伊25は激しく揺さぶられ、甲板と司令塔に破片が降り注いだ。ラリー・ドヘニーは炎上し沈没した。
11日には、北緯45度41分 西経138度56分 / 北緯45.683度 西経138.933度のオレゴン州西方960浬地点付近で、波が高い中サンフランシスコに向かう2隻の船を発見。当初戦艦と判断していたが、まもなく浮上航走中のアメリカ海軍の潜水艦と訂正した。伊25は潜航し最後に残った魚雷1本を発射。30秒後魚雷は潜水艦1隻に命中。潜水艦は大爆発し艦首を上にして45度傾斜した状態で艦尾から急速に沈み始め、2回目の大爆発を起こした。しかしこれはアメリカ海軍の潜水艦でなく、ダッチハーバーからサンフランシスコに向かっていたソビエト海軍の潜水艦「L-16」であった。
しかしこの時点においては、日本軍の潜水艦による攻撃と判断できなかった上、ソ連政府からは「L-16」が沈没したことさえ公表されなかった。この為「伊25」の乗組員及び報告を受けた日本海軍も、戦後までアメリカの潜水艦を撃沈したと思い込んでいた。その後「伊25」は太平洋を横断し24日に母港の横須賀へと帰還した。

### アメリカ側の被害と反応

#### 被害

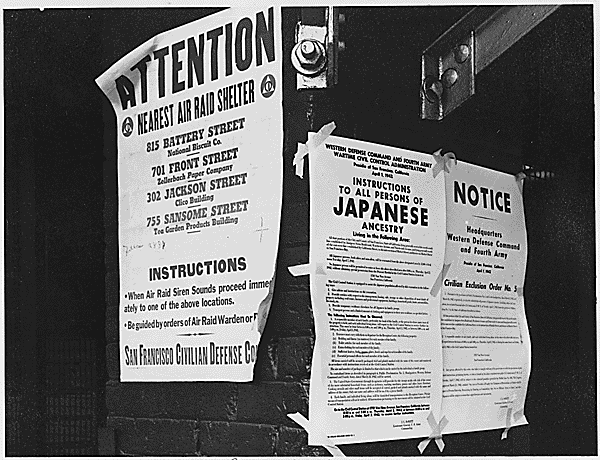
サンフランシスコ市内に張り出されたシェルターへの避難案内と日系アメリカ人に対する強制退去命令

2回の空襲とも「アメリカ本土爆撃」というシンボル的効果を狙い、森林を爆撃することによる延焼被害を企図したものであり、直接の人的被害を目的としなかったこともあり、民間人や軍人に死者は発生しなかった。
また、9月初頭と爆撃前日に降り続いた雨により湿気があったため、本格的な消火活動が行われる前に自然消火するなど、空襲による直接的な被害は大きなものではなかった。

#### 政府による空襲対策
しかし、アメリカ史上初の敵軍機による本土空襲を受けてアメリカ政府は、太平洋戦線における相次ぐ敗北に意気消沈する国民に精神的ダメージを与えないために、軍民に厳重な報道管制を敷き、この空襲があった事実を極秘扱いにした。
しかし、まもなくマスコミに知れ渡ることになり、アメリカ国民を大いに怯えさせ、この空襲以降、西海岸地域を問わずアメリカの全ての沿岸部における哨戒活動および防空がさらに厳重なものとなり、併せてサンフランシスコなどの西海岸地域の大都市には、日本軍機による空襲に備えたシェルターや防空壕が急遽設置されるようになった。
さらには西海岸の都市部では学童疎開の実施が検討されるようになった。また1942年2月からアメリカ全土で行われていた日系人の強制収容を正当化する口実の一つになった。

### 最後の航空機による本土空襲

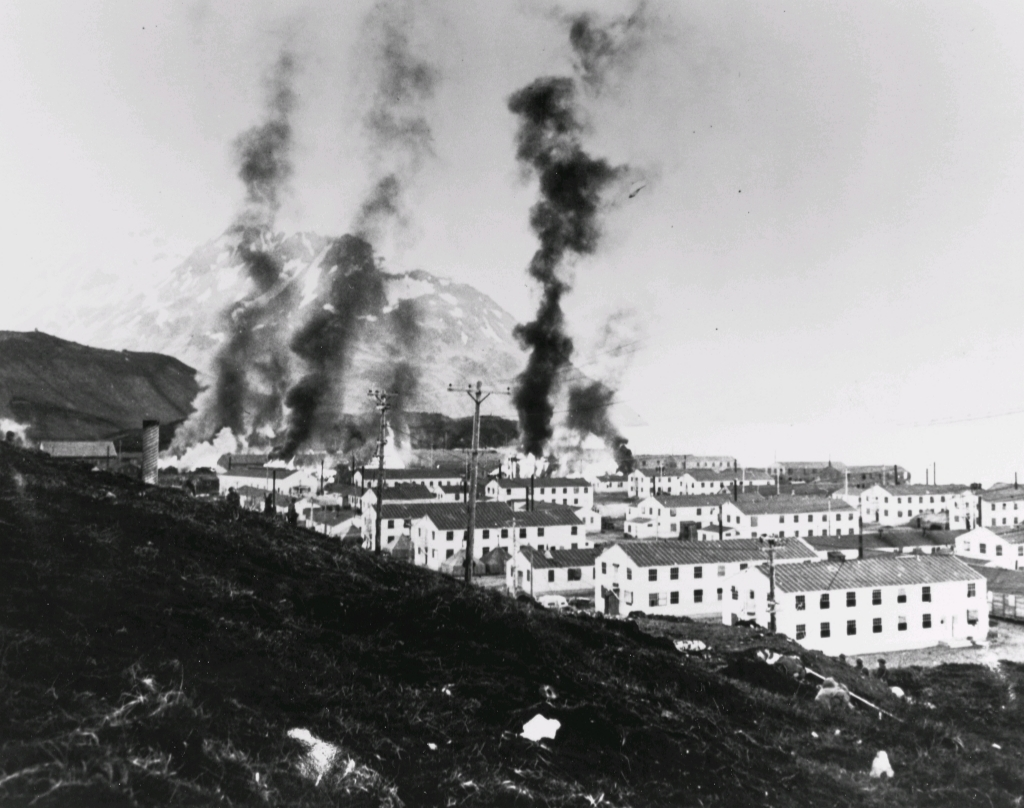
日本海軍機の空襲を受けて炎上するダッチハーバーのアメリカ軍基地

この本土空襲の成功と、同年6月に行われたアラスカ（アラスカが正式な州となったのは1959年）のアッツ島に日本軍が上陸し占領に成功したことや、ダッチハーバー基地への空襲以降、アメリカ西海岸部およびアラスカ沿岸部への日本軍の艦船接近への監視が格段に厳しくなったことや、この空襲以降も日本軍が各地で快進撃を続け戦線が延びたために、実際に与える被害が軽微で、潜水艦搭載偵察機による空襲を行う余裕がなくなってきたことなどから、この時を最後に日本軍の航空機によるアメリカ本土に対する空襲が行われることはなくなった。
なお、この2回以降第二次世界大戦における対戦国によるアメリカ本土への空襲は行われず、この日本海軍機による2回の空襲は、2025年現在最初で最後の、外国軍用機によるアメリカ本土への空襲である。

### 敵軍の英雄
終戦後の1962年に、藤田飛曹長はオレゴン州ブルッキングス市から招待を受けアメリカに渡り、同市市民から「歴史上唯一アメリカ本土を空襲した敵軍の英雄」として大歓迎を受け、同市の名誉市民の称号を贈られた。またその時、同市市民から藤田飛曹長が投下した焼夷弾の破片を贈られた。その破片からはかすかに火薬の臭いがしたという。なお藤田飛曹長は、戦争中、軍刀として用いた愛刀をブルッキングス市に寄贈した。
この招待は外務省を通じて伝えられたが、当の本人には招待の趣旨が知らされていなかったため､現地に到着するまで「戦犯として収監されるのかもしれない」と思っており、寄贈した軍刀は戦後も密かに所持していたものを、収監されそうになった時には自決するため、荷物に忍ばせて持参したものであった。
その後、藤田飛曹長は贖罪の意味を込めて同市に植林を行ったり、同市市民を日本に招待するなど日米友好に残りの半生を費やした。また、そのような貢献を受けて、後にロナルド・レーガン大統領よりホワイトハウスに掲揚されていた星条旗が贈られた。なお、かつて爆弾片と星条旗は、茨城県土浦市の「まちかど蔵野村」に保存公開されていたが、2021年10月現在、陸上自衛隊霞ヶ浦駐屯地広報センター藤田信雄氏コーナーに移転され展示されている。
このエピソードは1995年12月29日放送の『たけし・さんまの世界超偉人伝説』（日本テレビ）で取り上げられ、藤田飛曹長本人も出演している。ゲストで出演していた元海軍軍人の西村晃さえも「この話は全く知らなかった」と発言している。

## 「風船爆弾」

### 風船爆弾
戦況の悪化によりいくつかのアメリカ本土空襲計画が中止に追い込まれる中、1944年11月から終戦直前の1945年春にかけて、日本軍はアメリカおよびカナダ本土に対して風船爆弾による空襲作戦を実施し、約9300発の風船爆弾を、当時日本だけがその存在を解明していたジェット気流を利用して、千葉県一ノ宮と茨城県大津、福島県勿来の各海岸からアメリカ本土に向けて送った。
アメリカやカナダ国内に投下された風船爆弾を回収したアメリカ軍は、風船爆弾のバラスト用の砂を分析した結果から、風船爆弾の大体の発射地点は割り出せたものの、当時のアメリカの技術ではジェット気流の存在を知ることができなかったため、どうやって風船爆弾を日本からアメリカまで到達させたのかは終戦後に全貌が明らかになるまで分からなかった。

### 被害
約9300発の風船爆弾のうちの10%程度に相当する数百個～1000個が、アメリカ本土やアラスカ、カナダに到達し、オレゴン州では飛来した風船爆弾の爆発により民間人6名の死者を出した他、プルトニウム製造工場（ワシントン州リッチランドのハンフォード工場）の送電線に引っかかり停電を引き起こしたり（このときは予備電源により原爆の完成に大きな影響は無かった）、同じような形で停電や森林火災を起こしたりと、判明した分で全米各地の軍民の施設に何十件かの損害を与えている。

### 被害隠蔽
また、風船爆弾による攻撃を知ったアメリカ陸軍の一部は、日本軍が風船爆弾に細菌爆弾などの生物兵器を搭載している可能性を考慮し、着地した不発弾を調査するにあたり担当者は防毒マスク、防護服を着用している。
また、少人数の日本軍兵士や特殊工作員がエンジンの付いた風船に乗ってアメリカ国内に潜入し、破壊活動を起こすという懸念を終戦まで払拭することはできなかった（実際に爆弾の代わりに兵士2-3名をエンジン付きの気球に搭乗させる研究も行われていた）。
自国民の戦意に影響が出ることや、軍民に混乱が起こることを恐れてマスコミに緘口令を敷くなどの情報操作を行い、風船爆弾の飛来のみならず、自国内における風船爆弾による被害を大戦終結後まで隠蔽していた。

### 作戦中止
実際、この隠蔽工作によって日本側は風船爆弾の効果を知ることが出来ず、その効果を疑問視して最終的に終戦直前の1945年春に作戦を中止したため、意図しなかった形でこの情報操作が有効になったという評価もある。

## 他のアメリカ本土空襲計画

### 「富嶽」
初のアメリカ本土空襲が行われた1942年に、中島飛行機の創業者の中島知久平が、アメリカ本土を空襲後にそのままヨーロッパまで飛行しドイツまたはその占領地に着陸することが可能な大型長距離爆撃機による空襲を計画した。
その後1943年には、日本陸海軍共同の計画委員会によって計画が承認され、中島飛行機はただちに日本とアメリカ本土の間の往復飛行が可能な6発エンジンを持つ大型長距離爆撃機「富嶽」の開発をはじめた。また同年中には専用の大出力エンジンの開発や、与圧キャビンなどの開発が開始されるとともに、東京都三鷹市に新工場の建設がはじめられた。
しかし1944年7月に、この計画の推進者の1人であった東條英機首相がサイパン島陥落の責任を取って辞任し、同時に本土防衛のための新型戦闘機の開発に資源を集中させるために、計画そのものが中止された。

### 「伊四〇〇型」潜水艦

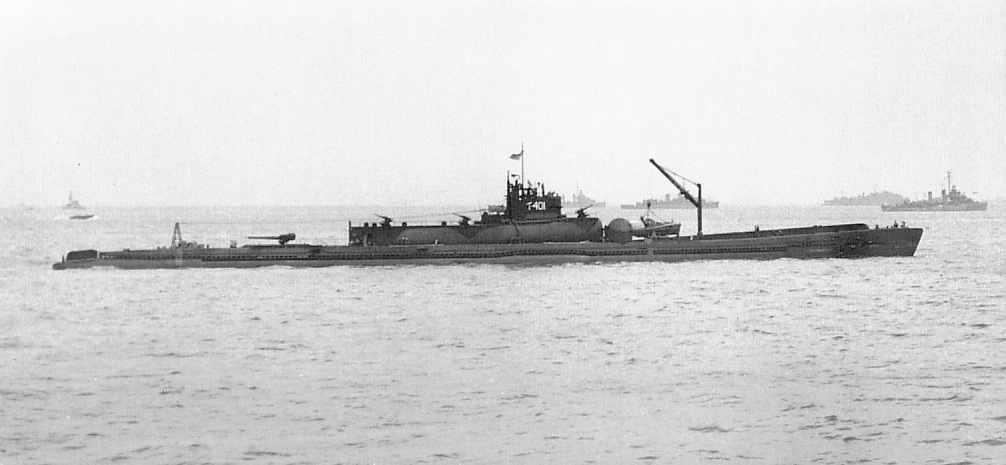
伊四〇〇型

更なるアメリカ本土攻撃を行うことを目的に1942年に建造が開始され、大戦末期の1944年に進水した。第二次世界大戦中に就航した潜水艦の中で最大の大きさで、艦内に攻撃機を搭載し、地球を一周半可能という長大な航続距離を誇る潜水空母「伊四〇〇型潜水艦」で、パナマ運河を搭載機の水上攻撃機「晴嵐」で攻撃するという作戦が考案された。
しかしその後、より攻撃効果が大きいと考えられたロングビーチやサンディエゴなどの、アメリカ西海岸都市部のアメリカ海軍軍港への攻撃に変更された。
さらにその後、実際の攻撃効果を鑑みてウルシー泊地の連合国軍の在泊艦船への攻撃が決定され、1945年7月にはウルシー泊地へ向かったものの、8月15日の終戦のために実施されずに終わった。

### 「キ74」と「キ91」

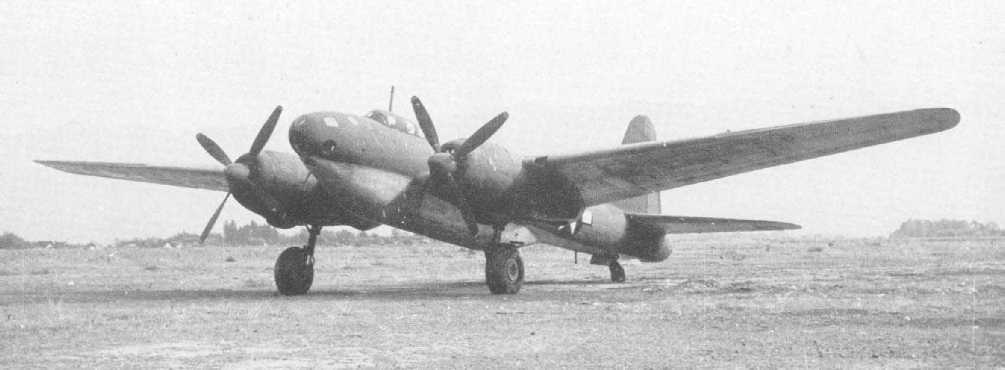
キ74

なお、他にアメリカ本土を長距離爆撃する計画によって開発された航空機として、陸軍の長距離偵察爆撃機キ74と、爆撃機キ91が存在するものの、開発の遅延（キ74），開発中止（キ91）によりこれらの機材による爆撃が行われることはなかった。

### 他の枢軸国によるアメリカ本土攻撃
ドイツ海軍の潜水艦によって、アメリカ東海岸沿岸やメキシコ湾における連合国の民間船に対する通商破壊作戦、ドイツ軍のスパイによるアメリカ国内におけるテロなどの破壊行為が多数行われたが、上記のようにこれらの潜水艦や艦載機によるアメリカ本土攻撃は行われなかった。
また、ドイツ軍の大型爆撃機や大陸間弾道ミサイル「A10」によるアメリカ本土攻撃も計画されたが、技術力不足や戦況の悪化による作戦中止のためにこれらの計画は実現できなかった。